# Fuel d'Indy
Le Fuel d'Indy est une franchise de hockey sur glace de l'ECHL. basée à Indianapolis dans l'état de l'Indiana aux États-Unis.

## Historique
Le 26 novembre 2013, l'ECHL accepte la demande d'expansion pour une franchise basée à Indianapolis à compter de la saison 2014-2015. L'équipe joue ses rencontres à domicile au Fairgrounds Coliseum. Le 1er avril 2014, un accord d'affiliation de cinq ans est signé entre le Fuel et les Blackhawks de Chicago de la Ligue nationale de hockey.